# 미나미우와군
미나미우와군(일본어: 南宇和郡, みなみうわぐん)은 일본 에히메현의 군이다.
인구 17,498명, 면적 238.99km², 인구밀도 73.2명/km².(2025년 3월 1일, 추계인구)
이하 1정으로 구성된다.
- 아이난정(愛南町)

## 역사
- 2004년 10월 1일 - 미쇼 정, 조헨 정, 니시우미 정, 잇폰마쓰 정, 우치우미 촌이 합병해 아이난 정이 되었다.